# Sin código
Sin código é uma telenovela argentina produzida pela Pol-ka Producciones e exibida pelo Canal 13 em duas temporadas, sendo a primeira entre 27 de outubro e 17 de novembro de 2004. Já a segunda foi exibida entre 15 de agosto de 2005 e 6 de janeiro de 2006.
Foi protagonizada por Adrián Suar, Nancy Dupláa e Nicolás Cabré.

## Sinopse

### Primeira Temporada
Gabriel Nielsen dirige uma empresa de segurança de alto - nível, ao longo do Bear. Os pais de Gabriel morreu de um ataque, e, portanto, urso tornou-se seu referente, a pessoa que lhe ensinou tudo o que sabe. Por algum tempo, Gabriel começou a receber ameaças via e-mail, nada para se preocupar, até que um dia descobre que seu alimento de cão é envenenado. Nesse mesmo dia, uma broca para a operação cuidadosamente planejada, vai mal. Sem dúvida, alguém está a violar o seu cerco defensivo. Ele transforma Axel, filho de urso, que ele parou de ver mais de sete anos atrás, quando ele se separou de sua esposa. Axel demonstra um dom natural e infalível ousadia. Até que ele é capaz de montar uma broca para uma entrevista de emprego com Gabriel, já que seu pai se recusou a trabalhar com ele. Gabriel gosta do cara, você acha que ele tem um grande potencial. Finalmente ele consegue a convencer o urso de ter em conta o seu filho. Em uma conversa com o Bear, Axel mostrado desabou uma crise casal está passando nesse momento e, para a primeira vez, Axel se sente ao ter recuperado seu pai. Enquanto isso, um outro e-mail que você começa a Gabriel: Como é que o idiota não vê seu irmão?. Gabriel tem um irmão mais velho, Santiago que vive em uma clínica psiquiátrica em Espanha. Seu relacionamento é distante e conflituosa. Quando Gabriel chega em casa, ele encontra seu irmão que viajou da Europa, supostamente porque ele convocou, que Gabriel nunca o fez. Sem dúvida, essa ameaça começou a mover-se rapidamente. No dia seguinte, um acontecimento trágico que vai marcar o destino de Gabriel e Axel ocorre, o urso morre em um ataque. A partir desse momento, Gabriel dedicar todos os seus esforços para encontrar o culpado. Isso vai além do profissional. Sua empresa e prestígio pode ir para o inferno. Tudo que eles querem é para pegar o assassino. Axel, filho de urso sente o mesmo. O problema é que cada um deles vai querer para fazê-lo separadamente. Até encontrarmos que não é apenas uma maneira de pegá-los que está destruindo a vida. Juntos, sem regras fixas sem códigos. Para aliviar a solidão, Gabriel observou em uma agência de casamento através do qual sabe Noelia, um inspetor de acidentes. Fã de Nino Bravo e sua famosa canção "Noelia" Gabriel não consegue resistir a essa mulher que esconde mais do que uma secreta.

### Segunda Temporada
Gabriel assume o comando de uma operação para permitir uma estrela conhecida para evitar o cerco do "paparazzi" na sequência de um facelift, em uma missão que inclui disfarce de "diva" Axel, seu funcionário e melhor amigo.
Mas a diversão não durou muito para o especialista em segurança privada. É que, devido a problemas financeiros da empresa, todos os guardas e zeladores tomar a decisão de renunciar, deixando à deriva protagonista.
Por seu lado, a policial Antonia Lopez tem uma altercação com um final superior com a sua partida voluntária do poder, sua promessa de denunciar a sua pergunta às autoridades e uma ameaça de morte sobre sua cabeça.
Sem emprego e um casamento que não funciona, mas ainda vive com seu marido taxista, Antonia termina postulando como um caixeiro na companhia de Gabriel. Desde começando a ser o único que aceita a ter um salário muito baixo.
Enquanto isso, James, o irmão de Gabriel, escapa do hospital psiquiátrico determinado a vingar-se e acaba por invadir a casa de Axel, que acerta-lhe um tiro na perna.
Como esperado, o protagonista vem em auxílio de seu protegido. Mas quando ambos acabam à mercê de demente, Antonia está puxando as batatas do fogo e impõe-se como a nova heroína.
Outros personagens são Virginia, Sofia e Light, seu representante imprevisível Rolo Wasserman, o vizinho homossexual do departamento onde os modelos Ernesto viver e a mãe de Antonia, Mirna.

## Elenco

### Primeira Temporada
- Adrián Suar como Gabriel Nielsen.
- Nicolás Cabré como Axel Etcheverry.
- Antonio Grimau como Oso Etcheverry.
- Marcelo Mazzarello como Zeta.
- Karina Mazzocco como Noelia Larsen.
- Jessica Bacher como Ana.
- Walter Quiroz como Santiago Nielsen.

Participações Especiais:
- Ana María Colombo como Carmen.
- Alejandro Mauri como Padre de Nielsen.
- Gabriel M. Fernandez
- Marcela Ruiz
- Chang Sung Kim
- Jimena La Torre como María.
- Claudio Messina como Oso Etcheverry (joven).
- Mercedes Muñoz
- Liliana Rinkewitsch
- Pedro Vega
- Agustín Machta como Gabriel Nielsen (joven).
- Diego Emil Tomás como Santiago Nielsen (joven).
- Gastón Grande como Novio de Ana.
- Daniel Berbedez
- Diego De Paula
- Marcelo Videla
- Daniel Chocarro como Federico.
- Luis Longhi como Presentador.
- Paula Carruega
- María Cárdenas
- Claudio Spin
- Hector Sinder
- Ornella Mauriño
- Melina Pitra
- Romie Boccia
- Magdalena Benet
- Verónica Manso

### Segunda Temporada
- Adrián Suar como Gabriel Nielsen.
- Nicolás Cabré como Axel Etcheverry.
- Nancy Dupláa como Antonia López.

- Rita Cortese como Mirna.
- Alfredo Casero como Rolo Wasserman.
- Marcela Kloosterboer como Virginia "Vicky" Alberti.
- Nicolás Scarpino como Ernesto.
- Griselda Siciliani como Flor.
- Gisela Van Lacke como Sofía.
- Virginia Da Cunha como Luz.
- Franco Rau como Bernardo.
- Favio Posca como Juan.

Participacioes:
- Walter Quiroz como Santiago Nielsen.
- Matías Santoianni como Prócer.
- Mónica Antonopulos como Carla.
- Guadalupe Belen Sosa como Anita.
- Rodolfo Ranni como Roberto Roma.
- Jorge Sassi como Adolfo González Pérez García.
- Lola Ponce como Luna.
- Daniel Hendler como Lucho.
- Christian Sancho como Jorge.
- Juan Carlos Galván
- Horacio Dener
- Héctor Fernández Rubio como Padre Lombardi.
- Claudio Rissi como Puma Uribe.
- Ariel Staltari como Tigre Uribe.
- El Bahiano como Gato Uribe.
- Patrick Aduma como Mipete.
- Pablo Cedrón como Carlos Toledo.
- Edgardo Moreira como Julio Alberti.
- Dalma Milebo como Mamá de Flor.
- Omar Pini
- Gonzalo Urtizberea
- Alfredo Castellani
- Jorge Barreiro
- Nahuel Mutti
- Gonzalo Suárez
- Ignacio Huang
- Giselle Morgan como Paula.
- Mike Amigorena como Tomás Coronado.
- Alejandro Fiore como Mugre Rodriguez.
- Oggi Junco como Manuel.
- Wanda Nara como Veronica.
- Emilio Bardi como Carlinhos.
- Daniel Aráoz como Globulo I
- César Bordón como Van Hellsing.
- Cecilia Milone como Greta.
- Humberto Serrano como Totín Ortiz de Rosas.
- Anahí Martella como Reina Mouret (Mãe de Axel).
- Gino Renni como Samir Kanovich.
- Pablo Codevila como Negro Fernández.

Participações Especiais:
- Alejandro Lerner
- Raphael
- Chayanne